# Steve Williams (wrestler)
Steven Williams, noto con il ring name "Dr. Death" Steve Williams, detto Steve (Lakewood, 14 maggio 1960 – Denver, 29 dicembre 2009), è stato un wrestler e giocatore di football americano statunitense.

## Biografia
Williams frequentò la Lakewood High School in Colorado, diplomandosi nel 1978. Come atleta era attivo sia nella squadra di football americano della scuola, che come lottatore studentesco. Laureatosi nel 1981 alla University of Oklahoma, militò nelle file degli Oklahoma Sooners football diventando un All-American. Contemporaneamente lottava come non professionista, e perse la finale del torneo NCAA tournament contro la futura medaglia d'oro alle olimpiadi Bruce Baumgartner. Interessato alla carriera di wrestler professionista, Williams si guadagnò il soprannome "Dr. Death" (lett. Dottor morte) ai tempi del college quando combatteva occasionalmente indossando una maschera da giocatore di hockey ed era particolarmente duro durante i suoi combattimenti.

## Carriera nel wrestling

### Gli inizi (1982–1988)

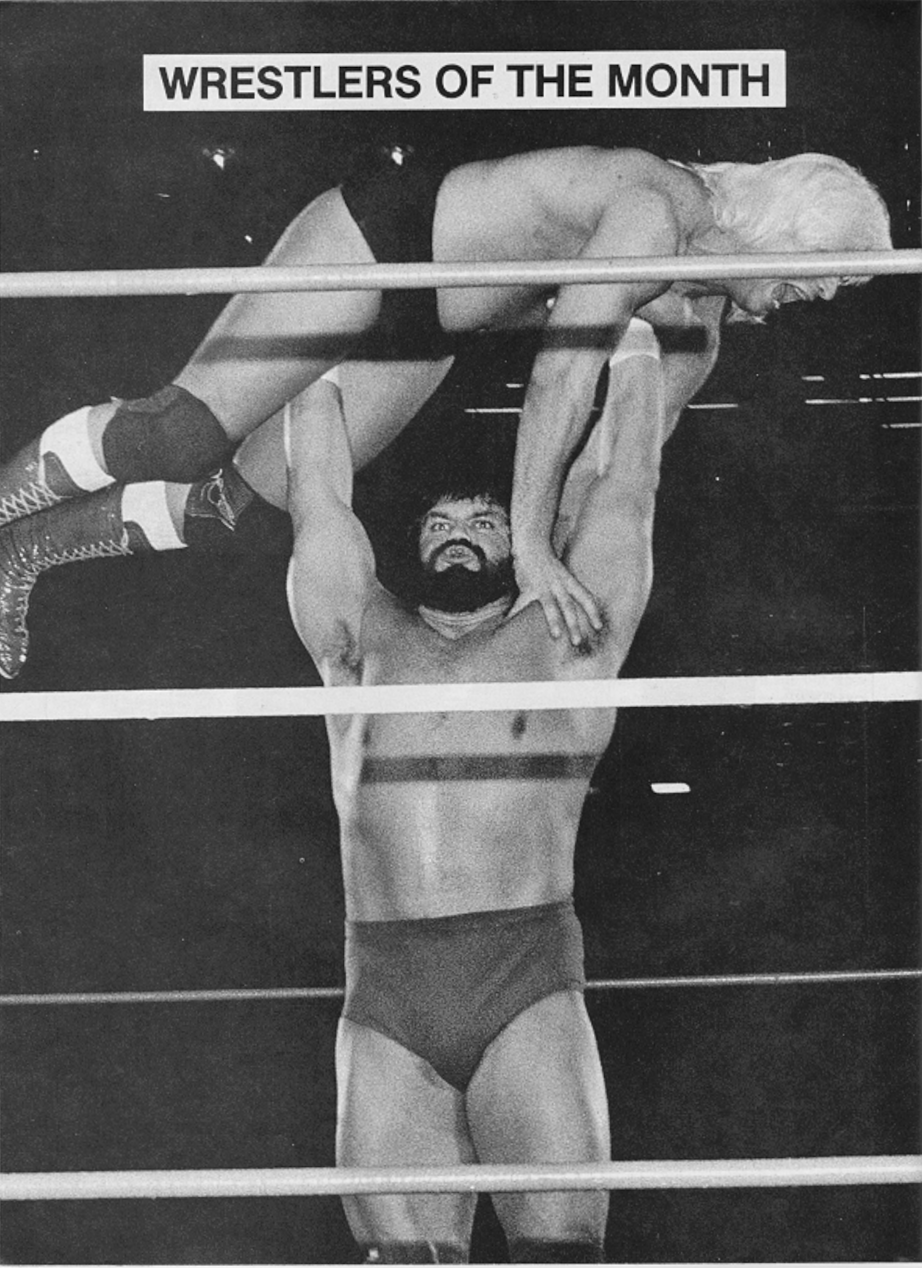
Steve Williams solleva Buddy Landel

Williams, allenato da Bill Watts e Buddy Landel, iniziò la sua carriera nel mondo del wrestling nel 1982 nella Mid-South Wrestling di proprietà di Watts. Nel 1985, formò un tag team con Ted DiBiase e i due si scontrarono con Eddie Gilbert & The Nightmare in diverse occasioni. Nel 1986, la Mid-South venne rinominata Universal Wrestling Federation e Williams vinse il titolo UWF Heavyweight Championship sconfiggendo Big Bubba Rogers (il futuro Big Boss Man in WWF/E). Quando la Jim Crockett Promotions acquisì la UWF a fine 1987, Williams fu uno dei pochi wrestler della UWF a ricevere una promozione adeguata nella National Wrestling Alliance (NWA).

### In coppia con Terry Gordy e Mike Rotunda (1988–1994)
Williams restò coinvolto nella guerra tra Jimmy Garvin e il Varsity Club di Kevin Sullivan, spesso lottando in coppia con Jimmy e Ron Garvin oppure con Ron Simmons in vari match contro i membri della stable, incluso un "Tower of Doom" match al ppv The Great American Bash '88. Williams, però, ben presto diventò un heel e si unì al Varsity Club alla fine del 1988. Lui e Sullivan vinsero l'NWA United States Tag Team Championship a Starrcade. Poi si scontrarono in un feud con i Road Warriors, durante il quale Williams e Mike Rotunda si aggiudicarono le cinture NWA World Tag Team Championship.
Nel maggio 1989, Williams e Rotunda furono privati del titolo, e il "Varsity Club" si sciolse. Williams entrò nella All Japan Pro Wrestling dove formò un tag team con Terry Gordy denominato "Miracle Violence Connection". Insieme vinsero le cinture WCW World Tag Team Championship strappandole agli Steiner Brothers. Una settimana dopo aver vinto il titolo WCW World Tag Team, Williams & Gordy si aggiudicarono anche il vacante NWA World Tag Team Title, battendo Dustin Rhodes e Barry Windham nella finale di un torneo. Il loro regno da campioni NWA World Tag Team, comunque, non viene riconosciuto dall'NWA. Detennero entrambi i titoli sino al settembre 1992, quando li persero contro Rhodes & Windham. Al ppv Starrcade '92, Williams sostituì l'infortunato Rick Rude nel match contro Ron Simmons per il titolo WCW World Heavyweight Championship, ma perse per squalifica. Poco tempo dopo lasciò la WCW.

### Imbattuto per un decennio (1987–1997)
Il periodo di maggior successo in carriera di "Dr. Death" Steve Williams furono sicuramente gli anni novanta. All'epoca lottava sia nella All Japan Pro Wrestling, dove divenne una star della federazione, sia in varie federazioni del circuito indipendente. Durante questo periodo rimase praticamente imbattuto (se non si contano le sconfitte per squalifica). La sua imbattibilità ebbe fine nel febbraio 1997 nella Extreme Championship Wrestling (ECW). Al ppv ECW Crossing the Line Again, dopo aver sconfitto Axl Rotten in circa 2 minuti, Williams ebbe un improvvisato match per il titolo ECW World Title, ma venne battuto dall'allora campione in carica Raven.

### World Wrestling Federation: Brawl for All (1998)
Nel maggio 1998, Williams fu messo sotto contratto dalla World Wrestling Federation (WWF) in prossimità del torneo "Brawl for All", che sarebbe stato costituito per la prima volta da combattimenti reali e non simulati e predeterminati. La dirigenza WWF aveva voluto scritturare Williams dopo i suoi successi nella All-Japan. Prima di Brawl for All, egli lottò in un dark match contro 2 Cold Scorpio a WWF Shotgun (28 aprile 1998).
Il 20 luglio 1998 a Raw is War, Williams debuttò nel torneo Brawl for All, nella sua prima apparizione televisiva in WWF. Avendo reputazione di essere uno dei lottatori più duri e "stiff" del mondo del wrestling, era dato come favorito alla vittoria finale. Anche la WWF puntava molto su di lui in quanto aveva in programma di fargli sfidare Steve Austin per il titolo WWF Championship. Tuttavia, dopo aver sconfitto  Pierre Carl Ouellet nel primo round, affrontò Bart Gunn in semifinale e si infortunò a una gamba. Gunn allora lo mise KO con un potente pugno. A seguito dell'inaspettata sconfitta, Williams fu relegato a combattere in alcuni dark match con Bob Holly e poco tempo dopo lasciò la WWF. La sconfitta rimediata a Brawl for All pregiudicò per sempre la sua carriera nella federazione.

### Ultimi anni (1999–2004)

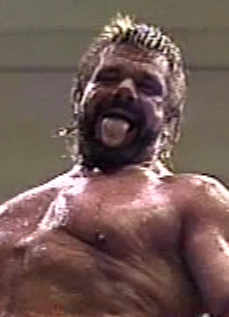
Williams nel 2003

Dopo un breve periodo passato nella World Wrestling Federation, nel 1999, Williams apparve brevemente nella World Championship Wrestling con Ed "Oklahoma" Ferrara come suo manager in un feud contro Vampiro, per poi scontrarsi con Jerry Only del gruppo punk rock dei Misfits durante una puntata di WCW Monday Nitro in un match all'interno di una gabbia. Nel 2002 ritornò nella All Japan Pro Wrestling e nel 2003 combatté un paio di incontri per la WWE nei quali affrontò Lance Storm. A fine 2003 entrò nella federazione indipendente Major League Wrestling e lottò occasionalmente per la nuova NWA Mid-Atlantic, dove vinse il titolo mondiale nel corso del primo show della neonata federazione tenutosi in Cina.
Il 14 marzo 2004, Williams affrontò il kickboxer bielorusso Alexey Ignashov in un mixed martial arts match nella federazione K-1 dove venne messo al tappeto dopo soli 22 secondi.

### Battaglia con il cancro, ritorno al wrestling, e morte (2004–2009)
Nel 2004, Williams si sottopose ad un intervento chirurgico per la rimozione di un tumore alla gola, l'intervento sembrò riuscire pienamente e Williams venne dichiarato completamente guarito l'anno successivo. Fece una apparizione durante una puntata di SmackDown! l'11 marzo 2006 ad Alexandria (Louisiana), poi venne assunto come allenatore delle giovani leve WWE nella Ohio Valley Wrestling, federazione "vivaio" della WWE.
Nel 2007, Dr. Death apparve nella World League Wrestling di Harley Race a West Plains, firmando autografi e facendo un breve discorso circa la sua lotta contro il cancro e la sua da poco ritrovata fede cristiana.
Successivamente apparve nella federazione indipendente Sooner World Class Wrestling, e lavorò per la compagnia aerea Southwest Airlines in Colorado.
Dopo la morte dell'arcirivale sul ring e amico nella vita reale Mitsuharu Misawa avvenuta nel 2009, Williams prese la decisione di ritirarsi dai combattimenti ponendo fine ad una carriera durata 27 anni. L'ultimo match di Williams disputatosi negli Stati Uniti ebbe luogo il 15 agosto a Colorado Springs nella Asylum Championship Wrestling. Lì sconfisse Franco D'Angelo per il titolo ACW Heavyweight Championship, che rese vacante dopo la conclusione del match. L'ultimo incontro in assoluto lo disputò il 25 ottobre a Tokyo. Poco tempo dopo il cancro si rifece vivo e portò Williams alla morte il 29 dicembre 2009, all'età di 49 anni.

## Personaggio
Mosse finale
- Backdrop Driver (High-angle belly to back suplex)
- Doctor Bomb (Gutwrench powerbomb pin)
- Oklahoma Stampede – ideatore

Manager
- Jim Ross
- Oklahoma
- Kevin Sullivan
- Skandor Akbar

Soprannome
- "Dr. Death"

## Titoli e riconoscimenti
All Japan Pro Wrestling
- AJPW Triple Crown Heavyweight Championship (1)
- AJPW Unified World Tag Team Championship (8) (5 con Terry Gordy - 1 con Gary Albright - 1 con Vader - 1 con Johnny Ace)
- World's Strongest Tag Team League (1990, 1991, 2000)  (2 con Terry Gordy e 1 con Mike Rotunda)
- January 2 Korakuen Hall Heavyweight Battle Royal Winner (1995, 2000)

NWA Mid-Atlantic Championship Wrestling
- NWA Mid-Atlantic Heavyweight Championship (1)

Pro Wrestling Illustrated
- 8º tra i 500 migliori wrestler singoli nella PWI 500 (1991)
- Most Improved Wrestler of the Year (1985)
- Tag Team of the Year con Terry Gordy (1992)
- PWI lo ha classificato alla posizione numero 78 nella lista dei migliori 500 wrestler nei "PWI Years" del 2003[5]

United States Wrestling Association
- USWA Southern Heavyweight Championship (1)

World Championship Wrestling
- NWA United States Tag Team Championship (1- con Kevin Sullivan)
- NWA World Tag Team Championship (Mid-Atlantic version) (1- con Mike Rotunda
- WCW World Tag Team Championship (1- con Terry Gordy)

Wrestling Observer Newsletter
- 5 Star Match (1993) vs. Kenta Kobashi il 31 agosto
- 5 Star Match (1995) con Johnny Ace vs. Mitsuharu Misawa e Kenta Kobashi il 4 marzo
- 5 Star Match (1996) con Johnny Ace vs. Mitsuharu Misawa e Jun Akiyama il 7 giugno a Tokyo, in Giappone
- Match of the Year (1996) con Johnny Ace vs. Mitsuharu Misawa e Jun Akiyama il 7 giugno a Tokyo, in Giappone
- Most Improved (1985)
- Rookie of the Year (1982)
- Tag Team of the Year (1992) con Terry Gordy